# Station Jåttåvågen
Station Jåttåvågen is een station in  Jåttåvågen, een buitenwijk van Stavanger in het zuidwesten van Noorwegen. Het station ligt aan Sørlandsbanen, en wordt zowel bediend door sneltreinen van Sørlandsbanen als de stoptreinen van Jærbanen richting Stavanger en Egersund. 

## Jåttå
Het station werd gebouwd in het kader van de verdubbeling van de spoorlijn tussen Sandnes en Stavanger. Direct naast het station ligt het Vikingstadion, waar Viking FK zijn thuiswedstrijden speelt. Eerder, in 2004, was al een tijdelijk station, Jåttå in gebruik genomen,